# 洛斯尼茨河 (羅德巴赫河支流)
50°14′28.89″N 11°23′10.59″E / 50.2413583°N 11.3862750°E

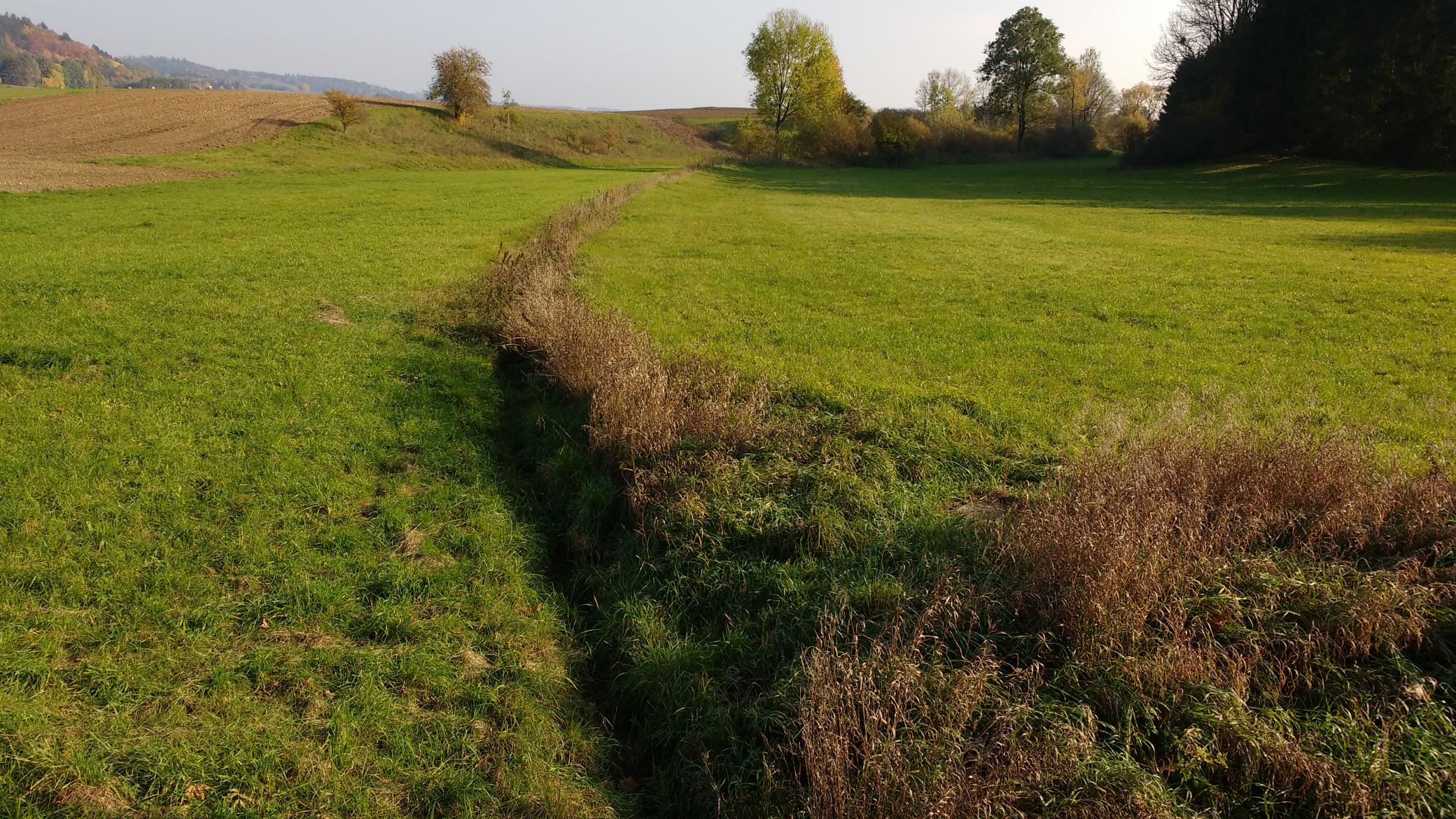

洛斯尼茨河（德語：Losnitz），是德國的河流，位於該國東南部，由巴伐利亞負責管轄，屬於羅德巴赫河的支流，河道全長9公里，流域面積18.5平方公里。